# Гончаров, Степан Алексеевич
Гончаров, Степан Алексеевич (род. 9 мая 1938 г., с. Острогорка Ставропольского края) — советский и российский учёный-горняк, специалист в области физических процессов горного производства. Доктор технических наук, профессор Московского горного института. Лауреат Государственной премии СССР, заслуженный деятель науки и техники РСФСР.

## Биография
Гончаров Степан Алексеевич родился 9 мая 1938 г. в с. Острогорка Ставропольского края. Окончил Орджоникидзевский горно–металлургический техникум в 1958 году по специальности «Разработка рудных и россыпных месторождений». В 1966 году окончил Московский горный институт (сейчас - Горный институт НИТУ "МИСиС") по специальности «Физические процессы горного производства» с присвоением квалификации «Горный инженер – физик».
С 1966 года аспирант, ассистент, доцент, профессор МГИ (МГГУ).
С 1980 по 1995 годы – декан физико – технического факультета МГИ (МГГУ). С 1994 года по 2009 год – заведующий кафедрой «Физика горных пород и процессов».
В 1973 году организовал отраслевую лабораторию Министерства черной металлургии СССР «Термодинамические процессы горного производства» и был её научным руководителем. В 1974 году организовал научно-исследовательский опорный пункт на Михайловском ГОКе для опробования и внедрения научных разработок кафедры ФГП на горно-обогатительных комбинатах МЧМ СССР.

## Научная и педагогическая деятельность
Область научных интересов – разрушение горных пород.
Разработал научные основы физики адгезионных процессов в горной массе, технологию формирования зарядных полостей различной конфигурации при термическом расширении скважин на карьерах, способ импульсной электромагнитной обработки руды для ее разупрочнения, технические средства в указанных областях. Сформулировал принципы создания ресурсосберегающих технологий разрушения горных пород.
Научные разработки внедрены на Михайловском, Стойленском и Лебединском горно–обогатительных комбинатах; на Бородинском угольном разрезе.
Постоянный участник международного конгресса по обогащению.
Подготовил 35 кандидатов и двух докторов технических наук. Автор 243 печатных работ и 68 патентов и изобретений, 23 учебных пособий.

## Избранные труды

### Монографии
- Термическое и комбинированное разрушение горных пород. М., Недра, 1978, 304 с., соавтор Дмитриев А.П.
- Термическое разрушение горных пород. М., Недра, 1990, 256 с., соавторы: Дмитриев А.П., Германович Л.Н.
- Разупрочнение горных пород под действием импульсных электромагнитных полей. М., МГГУ, 2006, 98 с., соавторы: Ананьев П.П., Иванов В.Ю.
- Сдвижение и разрушение горных пород. М., Наука, 2005, 277 с., соавторы: Викторов С.Д., Иофис М.А.
- Физико-технические основы ресурсосбережения при разрушении горных пород. М., МГГУ, 2007, 211 с.

### Учебники
- Термодинамические процессы в горных породах. М., Недра, 1983, 213 с., соавтор Дмитриев А.П.
- Термодинамические процессы в горных породах. М., Недра, 1990, 360 с., соавтор Дмитриев А.П.
- Перемещение и складирование горной массы. М., Недра, 1988, 198 с.
- Термодинамика. М., МГГУ, 2002, 440 с.
- Физические процессы горного производства (Термодинамические процессы). М., МГГУ, 2008, 397 с., соавтор Наумов К.И.
- Физические процессы горного производства (Электромагнитные процессы). М., МГГУ, 2009, 497 с.

## Признание
Заслуженный деятель науки и техники РФ (1992), лауреат Государственной премии (1996), изобретатель СССР, почётный работник высшего профессионального образования РФ, почётный горняк РФ.
Награждён пятью медалями ВДНХ и почётными знаками «Шахтёрская слава» 1-й, 2-й и 3-й степеней.